# Tomadoi / SPECIAL THANKS
«Tomadoi / SPECIAL THANKS» es el 20º sencillo de la banda japonesa GLAY. Salió a la venta el 23 de agosto de 2000.

## Canciones
1. Tomadoi
2. SPECIAL THANKS
3. Good Bye Bye Sunday
4. Tomadoi (instrumental)
5. SPECIAL THANKS (instrumental)